# Erebia transiens
Erebia transiens är en fjärilsart som beskrevs av Rühl 1895. Erebia transiens ingår i släktet Erebia och familjen praktfjärilar. Inga underarter finns listade i Catalogue of Life.